# 야코블레프 프첼라

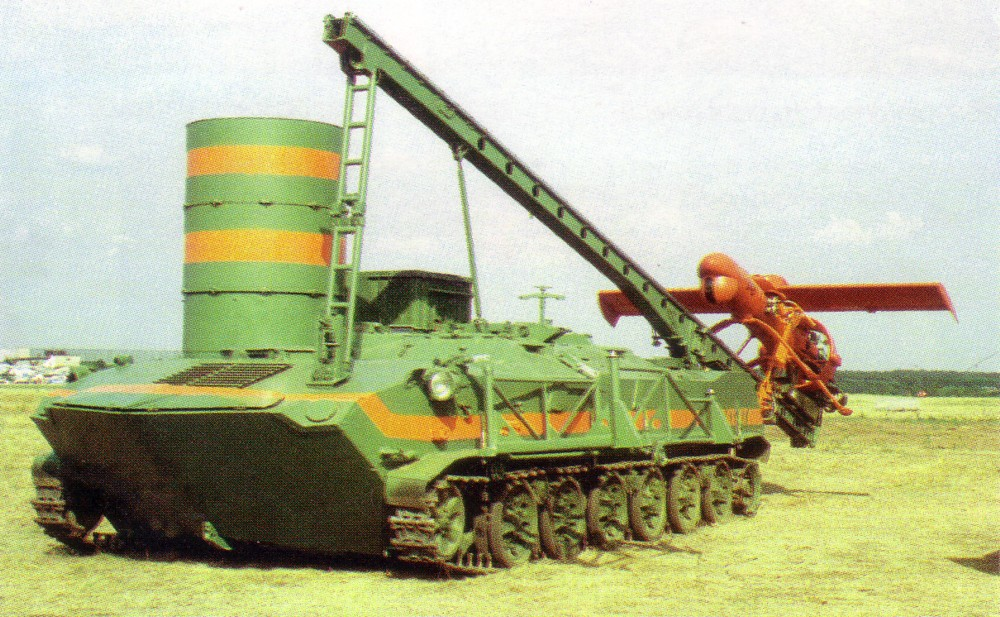
Pchela-1T UAV는 이동식 BTR-D 장갑차에서 발사된다

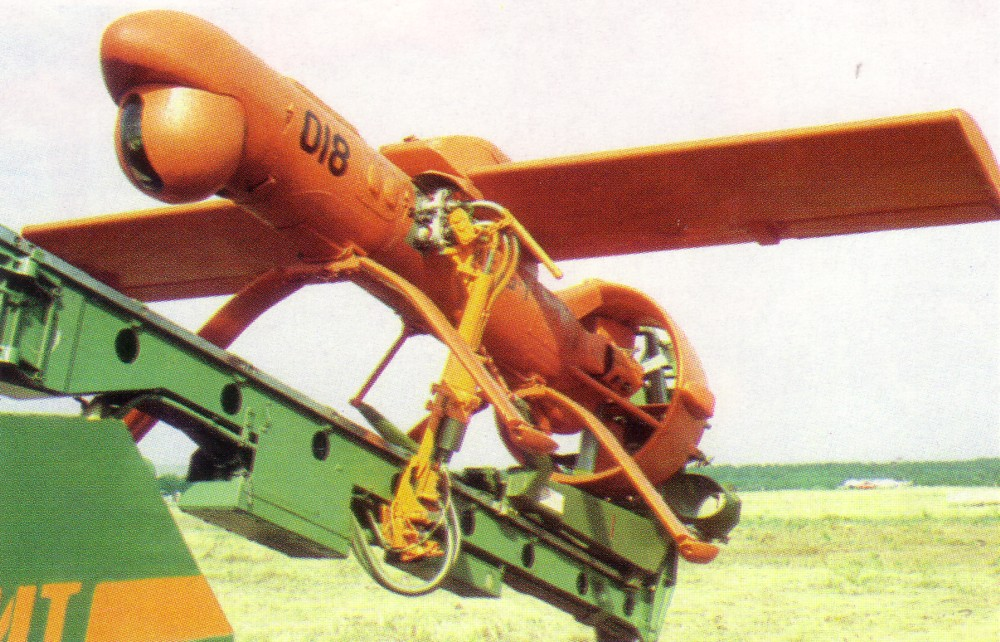
Pchela-1T UAV on a starting ramp (closeup view)

야코블레프 프첼라-1T(러시아어: Пчела-1Т)는 러시아 야코블레프사가 생산하는 무인기(UAV)이다.
주요 임무는 전장의 정찰이다. 비디오 다운링크가 가능하다. 부수 임무는 훈련용 요격 목표물로 쓰인다.
프첼라는 2개의 고체연료 로켓 부스터로 발사된다. 회수는 낙하산으로 착륙한다.

## 섀도
프첼라는 주한미군 2 보병 사단 (미국)이 사용중인 RQ-7 섀도우와 비슷한 무게이다. 한국의 대한한공은 KUS-7, KUS-9으로 국산화하였다. "사단급 무인기"라고 부른다. 섀도우는 110 km까지 원격조종이 가능하며, 주야간 정찰이 가능하고, 6시간을 비행할 수 있다. 무게 5.9 kg의 파이로스 미사일을 발사할 수 있다.

## 운용거리
각국의 사단급 무인기들은 보통 60 km의 원격조종거리를 갖는다. 군단급 무인기인 한국의 송골매 무인기는 중계기를 이용해 200 km까지 원격조종이 가능하다. 사단급 무인기도 항속거리는 수백 km이다. 무선송수신장치만 개선하면 원격조종거리는 200 km로 늘릴 수 있다.
글로벌 호크 등은 고가의 대형 무인기로서, 위성송수신기를 통해 지구 반대편에서 원격조종한다. 그러나, 사단급 무인기나 군단급 무인기는, 이러한 고가의 위성송수신기는 장착하지 않는다.

## 핵탄두
프첼라와 무게가 같은 중국 D-4 무인기(ASN-104)는 30 kg의 화물을 탑재할 수 있다. 미국의 W54 핵탄두는 23 kg의 무게에 TNT 1 KT의 폭발력을 낸다. 따라서, 이론적으로, 프첼라는 TNT 10만톤의 핵공격 능력을 갖고 있다.

## 북한
1998년 5월 2일 일본 산케이 신문은 1995년 체첸분쟁에서 활약한 러시아의 프첼라 무인정찰기를 북한이 이미 1993년에 구입해 실전배치했다고, 러시아 정보소식통을 인용해 보도했다. 무인정찰기, 발사대, 원격조종장치의 세트의 가격은 10만 달러(1억원)이다. 적외선 카메라를 장착해 야간 원격조종이 가능하며, 길이가 2미터 밖에 되지 않아, 요격이 사실상 불가능하다.
러시아 소식통은 북한이 1993년 벼경작지의 관리등 농업목적으로 프첼라 시스템을 여러개 구입했다고 설명하고 있지만, 러시아 경제일간지 코멜산트에 따르면 프첼라 정찰기가 북한과 국경을 접하고 있는 한국군 시설 상공을 비행하고 있어 군사목적에 사용되고 있는 것으로 밝혀졌다고 산케이 신문은 설명했다.
러시아가 S-300 단거리 방공시스템, SU-27 및 미그-29 전투기, 무인 프첼라(PCHELA)-1 정찰기, 미군과 한국군의 움직임을모니터할 수 있는 레이다, 소형 해군순찰함정 등을 북한에 제공할 예정이라고 2001년 4월 29일 선데이 타임스에서 보도했다.
2001년 7월 26일, 북한 김정일이 모스크바를 방문, 푸틴 대통령에게 프첼라 무인정찰기 구입을 요청했다.
2014년 북한의 무인정찰기가 서울 상공을 정찰하다 추락했다. 어떤 레이다에도 탐지되지 않았다. 프첼라는 1993년에 북한이 수입했으므로, 20년 전부터 청와대를 정찰했다는 것을 추정할 수 있다.
북한은 중국의 D-4 무인기를 수입해 방현 무인기를 개발했다고도 알려져 있다.

## 제원
- 길이 : 2.78 m (109 inch)
- 날개폭 : 3.25 m (128 inch)
- 원격조종거리 : 60 km (37 mi)
- 운행고도 : 100–2500 m (328-8,203 ft)
- 속도 : 120–180 km/h (75-112 mph)
- 최대이륙중량 : 138 kg (304 lb)
- 비행지속시간 : 3.5시간
- 카메라 : 주야간 정찰 가능